# Escape (저니의 음반)
| 전문가 평가                   | 전문가 평가 |
| 평가 점수                     | 평가 점수   |
| 출처                          | 점수        |
| ----------------------------- | ----------- |
| AllMusic                      | [ 1 ]       |
| Encyclopedia of Popular Music | [ 2 ]       |
| The Great Rock Discography    | 8/10        |
| Rolling Stone                 | [ 4 ]       |

《Escape》(음반 커버에 《E5C4P3》로 스타일링된)는 1981년 7월 17일에 발매된 미국의 록 밴드 저니의 일곱 번째 스튜디오 음반이다. 이 곡은 미국 빌보드 200 차트에서 1위를 차지했으며, 4개의 히트 빌보드 핫 100 싱글 곡인 〈Don't Stop Believin'〉 (9위), 〈Who's Crying Now〉 (4위), 〈Still They Ride〉 (19위), 〈Open Arms〉 (2위), 그리고 록 라디오의 주요 곡인 〈Stone in Love〉를 포함하고 있다. 이 음반은 미국 음반 산업 협회에 의해 9배 플래티넘 인증을 받았고, 전 세계적으로 1,200만 장 이상이 팔려 이 밴드의 가장 성공적인 스튜디오 음반과 《Greatest Hits》에 이어 전반적으로 두 번째로 가장 성공적인 음반이 되었다.

## 배경
《Escape》는 키보디스트 조나단 케인과 함께 1980년 말에 밴드를 떠난 후에 키보디스트 그렉 롤리를 대신한 밴드의 첫 번째 음반이었다. 이 음반은 전 레너드 스키너드의 사운드 기술자 케빈 엘슨과 한때 퀸의 엔지니어였던 마이크 스톤이 공동 프로듀싱을 했다.

## 곡 목록
모든 곡들은 특별한 언급이 없는 한 조나단 케인, 스티브 페리 그리고 닐 숀에 의해 작사/작곡하였다.
| #  | 제목                     | 작사·작곡  | 재생 시간 |
| -- | ------------------------ | ---------- | --------- |
| 1. | 〈Don't Stop Believin'〉 |            | 4:11      |
| 2. | 〈Stone in Love〉        |            | 4:26      |
| 3. | 〈Who's Crying Now〉     | 케인, 페리 | 5:01      |
| 4. | 〈Keep On Runnin'〉      |            | 3:40      |
| 5. | 〈Still They Ride〉      |            | 3:50      |

| #   | 제목               | 작사·작곡                | 재생 시간 |
| --- | ------------------ | ------------------------ | --------- |
| 6.  | 〈Escape〉         |                          | 5:17      |
| 7.  | 〈Lay It Down〉    |                          | 4:13      |
| 8.  | 〈Dead or Alive〉  |                          | 3:21      |
| 9.  | 〈Mother, Father〉 | 케인, 페리, 맷 숀, N. 숀 | 5:29      |
| 10. | 〈Open Arms〉      | 케인, 페리               | 3:23      |

## 같이 보기
- 미국에서 가장 많이 팔린 음반 목록